# Vincent Gomez
Pour les articles homonymes, voir Gomez.
Vincent Gomez est un auteur et metteur en scène québécois né le 5 septembre 1984 à Montréal.
Dernier diplômé en critique et dramaturgie de l'École supérieure de théâtre (promotion 2009), il est le fondateur et directeur artistique du Théâtre du Cerisier.

## Mises en scène
- 2009 : Une autre cage dorée, Festival Montréal Fringe 2009
- 2011 : Une autre cage dorée, Espace La Risée
- 2011 : Büchner à Strasbourg, Espace 4001
- 2013 : Ne pleurez pas mes amis, je vous aime, Théâtre Aux Écuries
- 2015 : Le Tombeau des lucioles

## Textes
- 2008 : Une autre cage dorée
- 2009 : Büchner à Strasbourg, adaptation de la nouvelle Lenz de Georg Büchner
- 2010 : Le Tombeau des lucioles, adaptation d’Akiyuki Nosaka
- 2010 : Ne pleurez pas mes amies, je vous aime
- 2011 : Les contes du gaîto no sakura
- 2012 : La Belle et la Bête (une féérie moderne)
- 2013 : Roméo et Juliette au temps de l’apartheid

## Œuvres publiées
- 2013 : Soirée Blanche, (monologue "deux fleurs du kagema-chaya" et "Maman"), Édition du Théâtre Parenthèse
- 2014 : Le petit Neko et autres contes, Édition du Gaîto no sakura
- 2014 : Le petit Kappa qui voulait voir la mer, Neopol